# Linguaggio

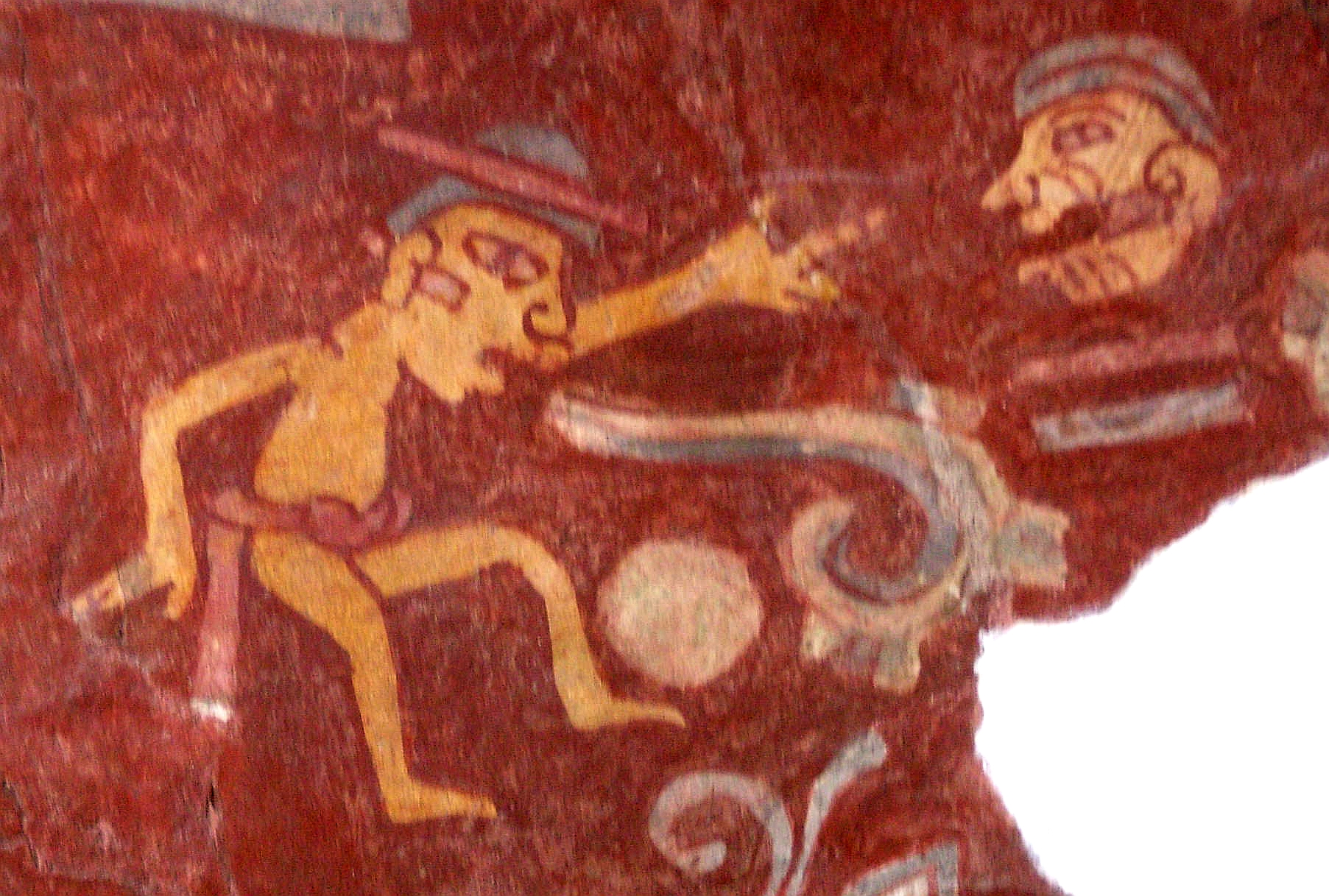
Un murale a Teotihuacan in Messico (II secolo circa) raffigurante una persona che emette un rotolo di linguaggio dalla bocca, a simboleggiare un discorso.

Il linguaggio è una forma di comunicazione tra due o più individui attraverso un determinato complesso di suoni, gesti, simboli e movimenti dotati di significato, che definiscono una lingua comune ad uno specifico ambiente di interazione.
La facoltà di rappresentare un significato mediante un codice non è connaturata soltanto nell'essere umano, ma in molte specie di animali, sebbene il linguaggio verbale umano abbia caratteristiche che lo differenziano grandemente da quello di quest'ultimi. Alcuni autori contemporanei definiscono il linguaggio umano come uno strumento del pensiero, di cui la comunicazione è solo un accessorio non indispensabile, e le lingue vengono considerate come oggetti biologici e non come utensili progettati dagli esseri umani.
Anche le forme di comunicazione animale possono essere intese tuttavia come "linguaggio". Ad esempio, gli uccelli comunicano cinguettando, emettendo cioè suoni variamente modulati. Le api comunicano attraverso una speciale "danza" (la danza delle api). Le scimmie usano gesti e suoni. I cani e alcuni felini comunicano attraverso l'emissione di specifici odori. Alcuni pesci e le formiche comunicano attraverso l'emissione di specifiche sostanze chimiche. In generale, per riferirsi alle forme di comunicazione tra animali, si parla di comunicazione animale.

## Il linguaggio verbale umano

### Origini del linguaggio umano
Secondo l'antropologo Ian Tattersall, dalla rassegna delle prove scientifiche attuali, sembra che il linguaggio sia comparso repentinamente nell'uomo prima di 100.000 anni fa, nonostante si fossero già sviluppate da tempo le caratteristiche anatomiche della gola necessarie.
Esistono due differenti teorie sull'origine del linguaggio umano, la prima che parla del linguaggio come innato, l'altra come una abilità appresa.
Un'altra incertezza è se le tante lingue moderne derivino da una comune lingua originaria ("ipotesi monogenetica") oppure da diversi ceppi primordiali ("ipotesi poligenetica"). Non c'è dubbio, comunque, che le lingue esistenti sono il risultato di un processo di differenziazione avvenuto nel corso dei millenni.
A sostegno della teoria dell'origine sociale del linguaggio, vi fu il caso clamoroso del ragazzo selvaggio scoperto nel 1800 in Francia, che per i primi dodici anni di vita era vissuto allo stato brado, unicamente a contatto con gli animali. Nonostante tutti gli sforzi dell'équipe dello psicologo Jean Marc Gaspard Itard, il selvaggio dell'Aveyron non fu in grado di articolare null'altro che qualche parola. Gli esperti conclusero che nella formazione dell'intelligenza e del linguaggio, la socializzazione e l'interazione con l'ambiente sono fondamentali dal primo giorno di vita.
Il primo a dimostrare che il linguaggio rappresenti una risorsa importante nello sviluppo intellettivo, vista la sua funzione mediatrice tra l'ambiente e l'essere umano, fu Ivan Pavlov, che effettuò lunghi studi ed esperimenti sulle percezioni e rappresentazioni mentali, oltre che sulle elaborazioni dei segnali, dai quali si formano i concetti.
Importanti ricerche in questo ambito furono realizzate da Jean Piaget, il quale sostenne la presenza di due fasi fondamentali di sviluppo: la prima è quella del linguaggio egocentrico (0-6 anni), costituito, per lo più, da ecolalie e monologhi, animismo e attribuzione ai nomi degli oggetti di una concretezza non reale; la seconda fase si espande nel linguaggio sociale, che prevede dialoghi e comunicazioni bilaterali.
Bernstein elaborò la teoria che indicava nello stretto legame fra ambiente (familiare) e orientamento, influenzato dal ceto e dalla tipologia professionale, il tipo di linguaggio, forbito, ricco oppure povero e concreto, sviluppato dagli individui.
Noam Chomsky definisce la proprietà fondamentale del linguaggio come "la generazione di una serie illimitata di espressioni gerarchicamente strutturate che corrispondono all'interfaccia concettuale-intenzionale"; inoltre ipotizza che le analogie strutturali che si riscontrano nelle varie lingue, fanno ritenere che vi sia una grammatica universale GU innata fatta di regole che permettono di collegare il numero limitato di fonemi che gli organi vocali della specie umana sono in grado di produrre.
I biologi evoluzionisti hanno avanzato una teoria che darebbe un fondamento evolutivo alla predisposizione umana alla lingua, basandosi su due concetti:
1. il vantaggio evolutivo, per il quale si presuppone una naturale selezione della specie umana che era in grado di comunicare a scapito degli ominidi precedenti;
2. i disturbi grammaticali che si riscontrano in alcuni individui hanno carattere ereditario e quindi fondamento genetico.

Il linguaggio verbale basato sulla doppia articolazione è una prerogativa dell'uomo, senza il quale esso non sarebbe tale. Non esiste infatti in nessun altro essere vivente un linguaggio simile per complessità e livello di elaborazione.
La capacità di elaborare e produrre un linguaggio verbale, nell'uomo, si è sviluppata a seguito di mutamenti strutturali della cavità orale. In particolare, l'arretramento dell'ugola ha reso l'essere umano capace di esprimere una gamma sonora variegata e di controllare l'articolazione dei suoni.

### Variabilità dei linguaggi nello spazio e nel tempo
- La scuola linguistica strutturalista mette in evidenza le strutture grammaticali sintattiche che sono gli elementi del linguaggio che presentano maggiore stabilità nel tempo e uniformità nello spazio. La loro teoria prevede che tali elementi siano "universali", al contrario degli elementi lessicali e semantici che sono invece frutto dell'arbitrarietà delle comunità e delle persone.
- La scuola romantica che si sviluppò nell'Europa centrale a metà Ottocento vedeva nel linguaggio lo spirito di un popolo, l'elemento fondante della comunità e del popolo. Essi preferivano mettere in evidenza soprattutto i caratteri di differenza dalle altre lingue piuttosto che le similitudini, facendo così prevalere la semantica sulla sintassi.

Le lingue così come nascono, possono anche morire. Succede infatti che a seguito di contaminazioni linguistiche dovute a conquiste e sottomissioni di popoli, una lingua prevalga su un'altra. Ogni lingua è quindi sottoposta a continua pressione sia per effetto dell'influenza delle lingue esterne sia per la costante necessità di modificarsi al suo interno per poter esprimere in modo adeguato le trasformazioni subite dalla comunità di parlanti.

### Variabilità sociale dei linguaggi
Ogni barriera sociale è una barriera linguistica in quanto:
- Vi sono differenze significative nei modi di esprimersi degli appartenenti alle diverse classi sociali. Non è solo la pronuncia a imprimere alla lingua una marcatura di classe, ma il lessico usato è un indicatore altrettanto evidente[8]. Non solo certe parole ricorrono con più frequenza in una classe che in un'altra, ma la ricchezza semantica aumenta molto nettamente salendo la scala sociale. Data la diversità del repertorio generale linguistico delle classi inferiori e superiori, nell'istituzione scolastica, indipendentemente dal quoziente intellettivo degli alunni, sono favoriti gli alunni provenienti da classi medie che, con una maggiore ricchezza lessicale, hanno una maggiore facilità a superare gli anni scolastici. Questo perché la scuola altro non è se non un'istituzione che si occupa della trasmissione di codici linguistici elaborati.
- Un'altra variante della diversità linguistica risiede nel genere, infatti uomini e donne posseggono spesso un lessico differente.
- Ancora, un'altra differenziazione storica è quella del linguaggio urbano e quello contadino.
- Molto sviluppato in epoca moderna è il linguaggio specialistico. I linguaggi tecnici sono il prodotto della crescente specializzazione del sapere e delle conoscenze. L'acquisizione di un sapere specialistico comporta inevitabilmente l'acquisizione di un linguaggio specialistico che richiede un lungo periodo di addestramento e che serve alla comunicazione all'interno della cerchia ristretta degli esperti.
- Alcuni studiosi, infine, aggiungono anche un altro linguaggio che poi è anche fonte di variazione della lingua stessa: il linguaggio ideologico, quello che intenzionalmente modifica il senso delle parole rendendolo eventualmente più accettabile e nasconde quello spiacevole. Viene chiamata anche antilingua . Il linguaggio ideologico è allusivo e strumentale, affascinante per la sua ambiguità che fa sparire la percezione sgradevole e la sostituisce con quella accattivante, che nasconde la stessa modifica. Esempi di questa lingua ideologica si trovano in 1984 di George Orwell, in Metamorfosi della Gnosi di Emanuele Samek Lodovici, in I mostri della ragione di Rino Cammilleri.

### Tipi di linguaggio

#### Linguaggio verbale
- Linguaggio orale: la forma orale è caratterizzata da precisissime sequenze articolatorie, a carico soprattutto di bocca, faringe e laringe, che realizzano sofisticati programmi motòri (prassie verbali) provenienti dalla corteccia cerebrale (principalmente le aree motorie e pre-motorie del lobo frontale sinistro). Questi gesti (gestures) articolatori comprendono il contorno intonativo e l'accento di forza (stress), dipendenti principalmente dall'aria espiratoria controllata dalla muscolatura toracica. Può verificarsi anche un accompagnamento gestuale, realizzato in genere da braccia e volto (movimenti che originano da aree diverse, sullo stesso lobo frontale sinistro). La comprensione del linguaggio orale avviene, per il tramite del sistema uditivo, nelle zone temporali e temporo-parietali della corteccia cerebrale, prevalentemente nell'emisfero sinistro.
- Linguaggio mentale: linguaggio interiore che comincia successivamente a quello orale e non corrisponde sotto molti aspetti al linguaggio orale.
- Linguaggio scritto: la forma scritta — secondaria e dipendente da quella orale in tutte le culture ove presente — ovvero con strumenti tecnici è ugualmente imperniata su prassie articolatorie differenti a seconda della tecnologia usata, ma realizzate tipicamente dalla mano destra (nel caso si usino matita o penna). In individui destrimani è ancora dalla corteccia motoria sinistra che originano i programmi motori. La comprensione della forma grafica avviene nelle aree corticali associative dell'emisfero sinistro (presumibilmente nell'area di Wernicke, o nelle sue vicinanze).
- Linguaggio comune: è il linguaggio, sia orale che scritto, prevalente in una determinata comunità di persone.

Il linguaggio di ogni individuo cambia registro a seconda dell'interlocutore o degli interlocutori che ha di fronte.
- linguaggio privato/pubblico; Il linguaggio privato è meno attento alla correttezza delle forme grammaticali sintattiche, fa molta più attenzione ai segnali non verbali di approvazione/disapprovazione degli interlocutori. Quello pubblico, invece, è molto formale/impersonale sia perché non è rivolto a una serie di persone ben individuate, sia perché richiede un maggiore controllo lessicale/grammaticale.

Vygotskij sottolinea la differenza tra:
- Linguaggio privato: può contenere un numero (comunque limitato) di ripetizioni, parole senza senso che ha funzione di modulazione del carattere nel bambino e man mano si apre agli altri.
- Linguaggio sociale: è quello utilizzato con altre persone; a 4 anni il bambino padroneggia la quasi totalità degli allofoni, dei fonemi e delle regole grammaticali (morfosintattiche) della propria lingua madre, sia in produzione sia in comprensione.

#### Linguaggio non verbale
L'uomo possiede, oltre a un linguaggio verbale assai articolato, diversi linguaggi non verbali che si possono esprimere con movimenti del corpo, soprattutto delle braccia e della faccia.
Vi sono inoltre degli atteggiamenti para-linguistici (intonazione, pianto, riso, sbadiglio, sospiro, interruzione), che servono, da soli o insieme al linguaggio orale, a esprimere le proprie emozioni.
Tra i linguaggi non verbali sono da prendere in considerazione anche l'uso dello spazio (una stanza più grande a una persona più importante, il tenere a distanza una persona in segno di rispetto o starle vicino in segno di confidenza) e l'utilizzo di certi artefatti, come abiti e cosmetici che molto spesso servono più delle parole.
Un importante linguaggio non legato alla capacità di sentire o di parlare è la lingua dei segni. Essa è una vera e propria lingua naturale: esperimenti di neurolinguistica dimostrano che la lingua dei segni coinvolge le stesse aree cerebrali di una lingua naturale.

#### Linguaggio musicale
Il linguaggio musicale fa parte della natura umana non meno della lingua; a seconda degli autori si disquisisce se sia nato prima il linguaggio verbale (ipotizzato da Steven Pinker) o quello musicale cantato (Charles Darwin) od entrambi simultaneamente (Steven Mithen). La sua prerogativa è di essere comprensibile universalmente, astratto e collegato unicamente alla sfera emotiva.

### Sviluppo del linguaggio
Tramite la risonanza magnetica funzionale si è scoperto che in bambini di due mesi si attivano le stesse aree cerebrali deputate al linguaggio mentre ascoltano le loro madri parlare.
Il linguaggio viene appreso durante i primi anni di vita e questo apprendimento precede la parola la cui evoluzione può essere suddivisa in alcune sezioni temporali:
- 0-3 mesi emissioni di suoni vocali
- 4-6 mesi uso di espressioni facciali sia negative sia positive e inizio della lallazione
- 6-9 mesi ricerca della sorgente del dialogo, pronunciazione di gorgheggi, lallazione abbondante, uso dell'indice per indicare un oggetto (pointing)
- 9-12 mesi risposta al richiamo del proprio nome, emette i bisillabi, messaggi di sguardo e ripetizione dei messaggi falliti, in modo che siano più efficaci.
- 12-13 mesi pronunciazione di parole comuni, come mamma e papà
- 14-18 mesi Si hanno le prime parole-frasi (frasi semplici)
- 18-24 mesi il vocabolario si arricchisce, il 50% delle consonanti è prodotto correttamente, il linguaggio è predominante rispetto ai gesti
- 24-36 mesi il 70% delle consonanti è prodotto correttamente, uso dei pronomi (io/tu, me/te)
- 3-5 anni il discorso è comprensibile nella sua interezza, ma possono esserci difficoltà nei fonemi "r" "v" e gruppi consonantici.
- 6-11 anni sviluppo grammaticale completo e arricchimento del linguaggio con la scolarizzazione